# Lasioglossum daphne
Lasioglossum daphne är en biart som beskrevs av Ebmer 1978. Lasioglossum daphne ingår i släktet smalbin, och familjen vägbin. Inga underarter finns listade i Catalogue of Life.